# The Tourist (canción)
«The Tourist» es una canción de la banda británica Radiohead. Es la pista que cierra el álbum OK Computer, publicado el 16 de junio de 1997; fue creada por Jonny Greenwood.

## Historia
«The Tourist», fue creada por Jonny Greenwood, quien dijo que «'The Tourist' no suena como Radiohead en absoluto. Es una canción en la que no tiene por qué suceder nada cada 3 segundos. Se ha convertido en una canción con espacios.» Es una canción de ritmo lento que está escrita en un tiempo de ¾, pero con un compás adicional al final de cada línea del verso. «The Tourist» fue elegida como la canción final del álbum, según Yorke, «porque en muchos de los álbumes, cuando se acerca el final, todo va demasiado rápido y no se puede seguir el ritmo. Fue muy obvio porque poner a 'Tourist' como la última canción. Esa canción fue escrita por mí para mí, diciendo: 'Idiota, más despacio,' Debido a que en ese momento lo necesité. De modo que la única solución que podría haber: reducir la velocidad.»